# Tremellogaster surinamensis
Tremellogaster là một chi nấm thuộc họ Sclerodermataceae. Là một chi đơn loài, nó chứa loài duy nhất Tremellogaster surinamensis.